# Аркуш із блокнота (фільм)
«Аркуш із блокнота» — радянський чорно-білий художній широкоекранний фільм, знятий режисером Юлдашем Агзамовим на кіностудії «Узбекфільм» у 1965 році. За мотивами повісті Сарвара Азімова «Пісня ранкової зорі».
Прем'єра відбулася 20 грудня 1965 року. Фільм переглянули 14,2 млн глядачів.

## Сюжет
Каміл Рустамов проходить через безліч випробувань, але завдяки словам Леніна, які він зберігає на листку з блокнота, зберігає вірність партії та своєму народу. Війна приводить його до зустрічі з ворогом Марданбеком, але, попри всі труднощі, Каміл залишається вірним своїм принципам і зміг навіть розкрити правду про заарештованого Марданбека.

## У ролях
- Мухтар Ага-Мірзаєв — Каміль Рустамов
- Галина Луковнікова-Мамедова — Гюльчехра
- Гурген Тонунц — Марданбек
- Віктор Різдвяний — Андрій Табаков
- Анатолій Фалькович — Фірсов

## Знімальна група
- Автори сценарію: Сарвар Азимов, Микола Рожков
- Режисер: Юлдаш Агзамов
- Оператори: Анвар Мукаррамов, Леонід Травицький
- Художник-постановник: Валентин Сініченко
- Композитор: Манас Левієв
- Звукооператор: Джамал Ахмедов

## Музика
У фільмі звучить музика у виконанні Оркестру Головного управління Державного комітету кінематографії, диригент Газіз Дугашев.

## Нагороди
- 1966 — Огляд-змагання кінематографістів Середньої Азії та Казахстану в Ашхабаді — Почесний диплом оператору Леоніду Травицькому за вдалий кінематографічний дебют (фільми «Одержимий» та «Аркуш із блокнота»)[2]